# Gog i Magog
Gog i Magog (hebreu: גּוֹג וּמָגוֹג, Gog u-Magog‎; àrab: يَأْجُوج وَمَأْجُوج, Yaʾjūj wa-Maʾjūj; persa: یگوگ و مگوگ, Yagug va Magug) són uns noms que apareixen a la Bíblia, especialment al llibre de l'Apocalipsi, i en textos posteriors, com l'Alcorà i l'Avesta (les escriptures del zoroastrisme). A vegades se'ls entén com a personatges i a vegades com a pobles o regions geogràfiques; el seu context pot ser genealògic (com el Magog a Gènesi 10:02) o escatològic i apocalíptic, com al llibre d'Ezequiel i a l'Apocalipsi. En aquests darreres passatges han atret l'atenció a causa del paper que juguen en les profecies sobre la "fi del món".